# Всесвітній день аудіовізуальної спадщини
Всесвітній день аудіовізуальної спадщини (На офіційних мовах ООН (англ. World Day for Audiovisual Heritage; фр. Journée mondiale du patrimoine audiovisuel; ісп. Día Mundial del Patrimonio Audiovisual; рос. Всемирный день аудиовизуального наследия) – Міжнародний день ООН, встановлений Резолюцією 33-й сесії Генеральної конференції ЮНЕСКО 33 С/53 у 2005 році, який відзначається щорічно 27 жовтня.

## Історія проголошення Дня
Проголошення Генеральною конференцією ЮНЕСКО Всесвітнього дня аудіовізуальної спадщини почалося з того, що Міжнародна федерація телевізійних архівів (англ. IFTA: International Federation of Television Archives) звернулася із закликом до світової спільноти про збереження мовної спадщини.

Виходячи з розуміння, що в цю спадщину буде також включено всю аудіовізуальну спадщину, Міжурядова рада програми «Інформація для всіх» запропонувала Генеральному директору ЮНЕСКО прийняти цей заклик до відома, підготувавши відповідні заходи.

Рада програми також підтримала пропозиції Міжнародної архівної ради (МАС) про проголошення Міжнародного дня архівів, але запропонувала об'єднати з пропозицією про проголошення Всесвітнього дня аудіовізуальної спадщини.

Були визначені такі головні цілі проведення Всесвітнього дня аудіовізуальної спадщини:
- привернення уваги громадськості до необхідності збереження цієї спадщини;
- створення можливостей для ознайомлення з окремими місцевими, національними або міжнародними ініціативами щодо цієї спадщини;
- акцентування уваги на забезпеченні доступності архівів;
- залучення уваги засобів масової інформації до проблем спадщини;
- підвищення статусу аудіовізуальної спадщини в рамках загальної культурної спадщини;
- збільшення уваги до аудіовізуальній спадщині, що знаходиться під загрозою, особливо в країнах, що розвиваються тощо.

Враховуючи це, Генеральною конференцією ЮНЕСКО цей день було проголошено таким, що святкується,  в ознаменування річниці прийняття на 21-й сесії Генеральної конференції ЮНЕСКО в 1980 р. Рекомендації про охорону і збереження рухомих зображень. 

## Тема Всесвітнього дня 2017: «Відкрий, запам'ятай і поділяй»
Координаційна рада асоціацій аудіовізуальних архівів (англ. Coordinating Council of Audiovisual Archives Associations (CCAAA) закликала громадськість об'єднатися навколо заявленої теми Всесвітнього дня аудіовізуальної спадщини 2017 року – «Відкрий, запам'ятай і поділяй», пропонуючи реалізувати зазначені три напрями наступним чином.
- Пам'ятай: аудіо-візуальні архіви є наріжним каменем пам'яті світу, які дозволяють майбутнім поколінням зрозуміти контекст нашої спільної історії, культури та людства протягом більше століття. Вони допомагають більш глибоко розуміти унікальну роль аудіовізуальних документів та необхідності її захисту, збереження та захисту в рамках нашої світової спадщини.
- Відкрий для себе: кожен день зберігаються та анотуються в архівах сотні тисяч записів, які дозволяють здійснювати пошук, використання та користування рухомими зображеннями та звукозаписами, аналізувати їх та надавати нові тлумачення,. Відсвяткуй відкриття, зроблені персональним архівним файлом, просування свої роботи.
- Поділись: цифрові медіа створили можливості, як ніколи, щоб аудіо-візуальні архіви могли безпосередньо поєднуватися із іншими публікаціями, зокрема – текстовими та забезпечувати доступ до нових аудиторій через цифрові платформи. Рекламуй спільні архівні події та урочистості з архівною спільнотою всього світу. [3]

## Тематика минулих Днів
| Рік  | Тема українською                                               | Тема англійською                                                                                   |
| ---- | -------------------------------------------------------------- | -------------------------------------------------------------------------------------------------- |
| 2010 | Зберігати і насолоджуватися аудіовізуальною спадщиною – зараз! | Save and Savour your Audiovisual Heritage - Now! [Архівовано 24 жовтня 2017 у Wayback Machine.]    |
| 2011 | Аудіовізуальна спадщина: побачити, почути і дізнатися          | Audivisual Heritage: See, Hear, and Learn [Архівовано 30 листопада 2017 у Wayback Machine.]        |
| 2012 | Збереження аудіовізуальної спадщини? Годинник тікає            | Audiovisual heritage memory? the clock is ticking                                                  |
| 2013 | Збереження нашої спадщини для наступного покоління             | Saving Our Heritage for the Next Generation [Архівовано 16 вересня 2017 у Wayback Machine.]        |
| 2014 | Архів під ризиком: зробити набагато більше                     | Archives at Risk: Much more to do [Архівовано 29 жовтня 2017 у Wayback Machine.]                   |
| 2015 | Архів під ризиком: захист ідентифікацій світу                  | Archives at Risk: Protecting the World's Identities [Архівовано 24 жовтня 2017 у Wayback Machine.] |
| 2016 | Це твоя історія: не втрачай                                    | It's Your Story: Don't Lose It [Архівовано 24 жовтня 2017 у Wayback Machine.]                      |

## Збереження аудівізуальної спадщини в Україні
Основною архівною установою у цій сфері є Центральний державний кінофотофоноархів України імені Г. С. Пшеничного, який за понад 80 років існування зібрав багато документів зримої і звукової історії України, починаючи з кінозйомок 1896 р., перших фотодокументів, датованих серединою ХІХ ст., та звукозаписів 1900 р. – до наших днів, тим самим перетворившись на найбільший національний осередок зберігання аудіовізуальної спадщини. Архівне зібрання сьогодні формують 4 самостійні колекції кіно-, відео-, фото- і фонодокументів. Загальний обсяг колекцій складає близько 490 тис. документів. Одним з визнаних шляхів збереження аудіовізуальної спадщини є її оцифрування. Станом на 1 січня 2017 р. ЦДКФФА України імені Г. С. Пшеничного оцифровано 2695 кіно-, 1143 відео-, 47022 фото- і 6640 фонодокументів, що складає 12 % від загальної кількості документів.